# Reino de Patani
El Reino de Patani o Sultanato de Patani fue antiguo sultanato malayo. Cubría aproximadamente el área de las provincias tailandesas modernas de Patani, Yala, Narathiwat y la parte del norte de la actual Malasia. Se le atribuyen vínculos con el estado hindú de Pan Pan, que existió en los siglos VI-VII

## Antecedentes

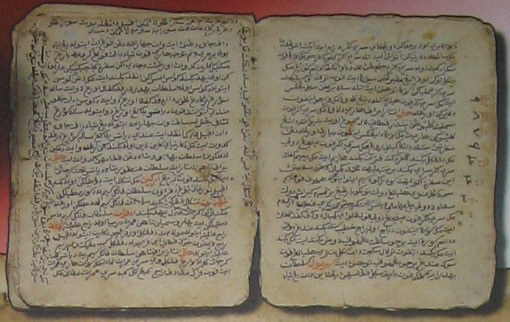
El Hikayat Patani.

Langkasuka fue un reino hindubudista, fundado en la región en el siglo II d. C. y del que dan cuenta viajeros chinos. Las crónicas más famosas son del peregrino budista I-Ching. El reino atrajo comercio de origen chino e indio y los comerciantes locales convirtieron el lugar en una parada para barcos en ruta al Golfo de Tailandia. Langkasuka logró su cénit económico en los siglos VI y VII para declinar como centro de comercio tras esa fecha. Las circunstancias políticas sugieren que durante la invasión Chola del siglo XI, Langkasuka no era ya un puerto importante. Este declive se puede deber al anegamiento del puerto, que se encuentra hoy en día a más de 15 kilómetros del mar.
La región de Patani se convirtió entonces en parte del Imperio hindu-budista de Srivijaya, una confederación marítima con centro en Palembang. Srivijaya dominaba el comercio en el Mar del Sur de China e imponía peajes al tráfico a través del Estrecho de Malaca. La cultura malaya tuvo así una influencia sustancial en el Imperio Jemer y en la ciudad antigua de Nakhon Pathom.
La fundación del reino islámico de Patani se cree que tuvo lugar alrededor de mediados del siglo XIII. El folclore atribuye el nombre a unas palabras del Sultán Ismail Shah, “Pantai Ini!” (pronunciado como "Pata ni!"), que significan "Esta playa" en la lengua malaya local. Aun así, algunos piensan que sea el mismo país era el que los chinos llamaban Pan Pan. 
Una teoría alternativa es que el reino Patani fue fundado en el siglo XIV. Las historias locales dicen que un pescador llamado Pak Tani (Padre de Tani), fue enviado por un rey del interior a explorar la costa en busca de un sitio apropiado para un asentamiento. Después de que estableciera una colonia pesquera, más personas se le unieron. La ciudad pronto se convirtió en un centro comercial próspero que recordaba su nombre.  Los autores de la crónica Hikayat Patani niegan esta versión y apoyan la del reino fundado por el Sultán.
La época dorarda de Patani fue durante el reinado de sus cuatro reinas a partir de 1584. Estas fueron conocidas como Ratu Hijau (Reina Verde), Ratu Biru (Reina Azul), Ratu Ungu (Reina Morada) y Ratu Kuning (Reina Amarilla), y bajo ellas el reino desarrolló una fuerza económica y militar que le permitió combatir cuatro invasiones siamesas con la ayuda del reino malayo oriental de Pahang y del sureño Sultanato de Johor.

## Patani y Siam

### Sukhothai
En el siglo XIV d. C., Rey Ram Khamhaeng el Grande (c.1239-1317) de Sukhothai (también conocido como Pho Khun Ramkhamhaeng, tailandés: พ่อขุนรามคำแหงมหาราช), ocupó Nakhon Si Thammarat y sus estados vasallos, incluyendo Patani.

### Ayutthaya
El reino tailandés Ayutthaya conquistó el istmo durante el siglo XIV d. C., incorporándolo en un estado unificado con Ayutthaya como capital y muchos estados vasallos más pequeño bajo su control. Conformaban un sistema de gobierno en el que los estados vasallo y tributarios debían lealtad al rey de Ayutthaya, pero tenían autogobierno para sus asuntos internos.
Un sheikh originario de Kampong Pasai llamado Sa'id o Shafi'uddin (presumiblemente una pequeña comunidad de comerciantes de Pasai que vivían a las afueras de Patani) curó al rey de Patani de una rara enfermedad de piel y tras mucha negociación (y una reaparición de la enfermedad), el rey prometió convertirse al islam, adoptando el nombre Sultan Ismail Shah.Toda la corte del sultán se convirtió con él. Aun así,  hay evidencias fragmentarias que muestran que algunos locales habían empezado a convertirse al islam antes de este evento. La existencia de un comunidad pasai en la diáspora supuso que los lugareños tuvieron contacto regular con musulmanes. Hay también noticias de viaje, como el de Ibn Battuta, y crónicas portuguesas que mencionan una comunidad musulmana en Patani incluso antes de Melaka (oficialmente convertido en 1413). Ello sugeriría que mercaderes quién tuvieron contacto con otros musulmanes de la región fueron los primeros en convertirse.
Durante la mayor parte del siglo XV, las fuerzas de Ayutthaya  las estuvieron dirigidas hacia la Península malaya, especialmente hacia el puerto comercial de Malaca que estaba bajo soberanía del Sultanato de Malaca. Ayutthaya extendió su dominio sobre Malaca y los estados malayos al sur de Tambralinga (Nakorn Sri Thammarat). Estas conquistas ayudaron a estabilizar y unificar la región, abriéndola al lucrativo comercio de los mercaderes chinos.

#### Caída de Ayutthaya
El siglo XVI presenció el auge de Birmania bajo una dinastía agresiva que había conquistado Chiang Mai y Laos y atacado Ayutthaya. En 1569 fuerzas birmanas junto a rebeldes siameses, capturaron y saquearon la ciudad de Ayutthaya, tomando cautivos a la familia real. Con la caída de Ayutthaya en 1569, Patani devino independiente en la práctica.
El poder teórico recayó en Dhammaraja (1569-90), un gobernador provincial siamés que fue nombrado rey de vasallo en Ayutthaya en recompensa a su colaboración. La independencia tailandesa fue restaurada por su hijo, el Rey Naresuan el Grande (1590–1605), tras  rebelarse contra los birmanos. Hacia 1600 les había expulsado del reino.
Determinado a impedir otro acto de la traición como el de su padre, Naresuan unificó la administración del país bajo la corte real en Ayutthaya. Acabó con la práctica de nominar príncipes reales para gobernar provincias, asignando oficiales cortesanos que debían hacer cumplir las leyes reales. Los príncipes reales fueron confinados en la capital. Sus luchas de poder continuaron, pero bajo el ojo atento del rey. Incluso con las reformas del rey Naresuan, el poder real durante los siguientes 150 años fue limitado y la autonomía de Patani, grande.

#### Crecimiento como emporio comercial
Los mercaderes chinos, habían jugado un papel importante en el auge de Patani como centro de comercio regional desde los viajes de como Cheng Ho en el periodo 1406–1433 y aprovecharon este periodo de autonomía. A ellos se unieron los portugueses en 1516, los japoneses en 1592,  los holandeses en 1602 y los ingleses en 1612 además de los mercaderes malayos y siameses nativos del área. Patani era para los comerciantes europeos una manera de acceder el mercado chino. En 1603 la Compañía Neerlandesa de las Indias Orientales estableció almacenes en Patani siendo seguida por la Compañía Inglesa de las Indias Orientas en 1612. Tras 1620, holandeses e ingleses cerraron sus almacenes, pero el comercio continuó con chinos, japoneses y portugueses durante la mayoría del siglo XVII.

#### Restaturación del poder tailandés
Tras una invasión de Ayutthaya en 1688 comenzó una época de desorden político que duró cinco décadas. En ella, aumentó el desorden en perjuicio del comercio, llevando a muchos mercades extranjeros a abandonar sus rutas a Patani.

#### Muerte de la Reina Amarilla
A mediados del siglo XVII Ratu Kuning (la Reina Amarilla) murió. Se la considera la última de las cuatro grandes gobernantes de Patani y su muerte inició décadas de conflicto y caos políticos, que acabaron con el esplendor del reino.
Cien años más tarde, el rey Ekatat (Boromaraja V) de Ayutthaya afrontó otra invasión birmana. Derrotado, la capital fue capturada y destruida en 1767 y el mismo rey muerto. Siam fue destrozado con múltiples pretendientes buscando el trono, lo que permitió a Patani declarar su independencia de iure.
El rey Taksin finalmente reunificó el país y expulsó a los birmanos, abriendo camino para el establecimiento de la dinastía Chakri por su sucesor, el Rey Rama I. En 1785, un Siam que se estaba recuperando envió un ejército dirigido por el príncipe Surasi (Virrey Boworn Maha Surasinghanat), hermano más joven de Rama I, para buscar la sumisión de Pattani.

### Patani en el periodo de Bangkok

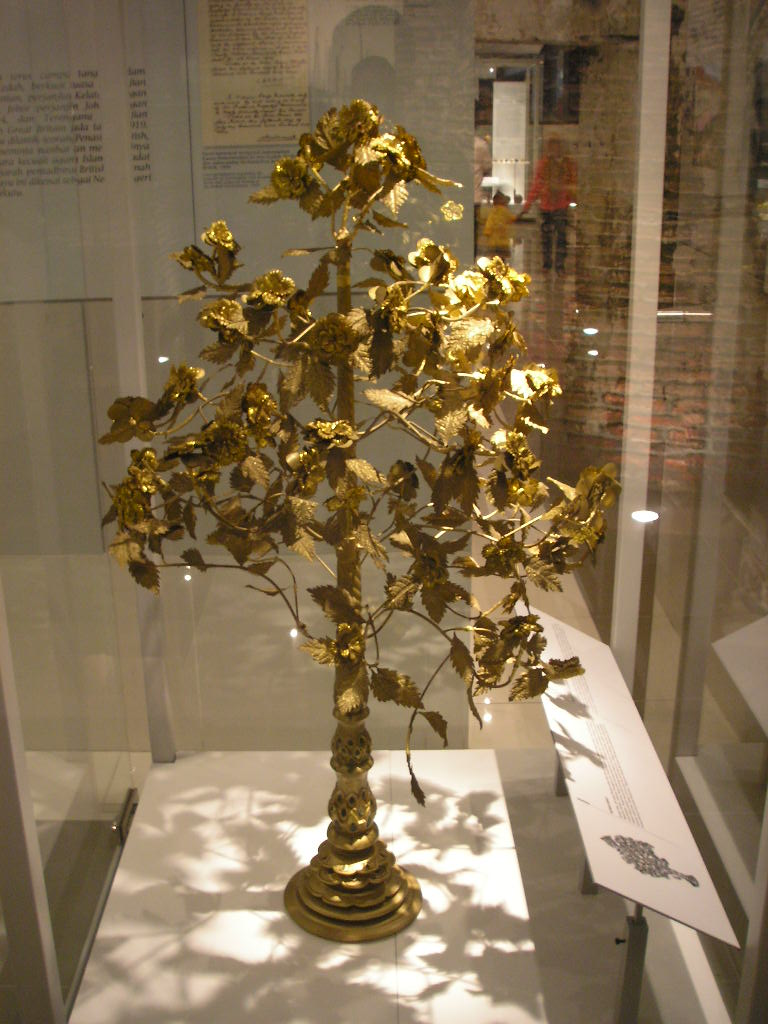
Bunga mas, el tributo trianual al gobernante Siamés en Bangkok como símbolo de amistad del gobernante de Patani. El envío del Bunga mas empezó en el.

Pattani fue fácilmente derrotado por Siam en 1785, volviendo a ser un estado tributario. Aun así, una serie de rebeliones incitaron a Bangkok a dividir Patani en siete títeres más pequeños a comienzos del siglo XIX durante el reinado de Rama II. Gran Bretaña reconoció el gobierno tailandés de Pattani mediante un tratado en 1909. Yala y Narathiwat se mantienen como provincias separadas desde entonces.

## Cronología de Gobernantes
Dinastía de interior (Sri Wangsa)
- Sultan Ismail Shah (d. 1530?), fundador del reino según una cuenta, y el primer gobernante en convertirse al Islam. Otros gobernantes le tienen que haber precedido. Es también probablemente que durante su reinado llegaran los primeros comerciantes portugueses en 1516. Se llamaba Phaya Tu Nakpa antes de su conversión.
- Sultan Mudhaffar Shah (c. 1530–1564), hijo del Sultan Ismail Shah, murió durante un ataque en Ayudhya (Siam).
- Sultan Manzur Shah (1564–1572), hermano de Sultan Mudhaffar Shah.
- Sultan Patik Siam (1572–1573), hijo del Sultan Mudhaffar Shah, quién fue asesinado por su medio-hermano, Raja Bambang.
- Sultan Bahdur (1573–1584), hijo del Sultan Manzur Shah, es considerado un tirano en las crónicas.
- Ratu Hijau (Reina Verde) (1584–1616), hermana del Sultan Bahdur, durante su reinado Patani logró su mayor esplendor económico gracias a su comercio con chinos, holandeses, ingleses, japoneses, malayos, portugueses, siameses y otros mercaderes.
- Ratu Biru (Reina Azul) (1616–1624), hermana de Ratu Hijau.
- Ratu Ungu (Reina Morada) (1624–1635), hermana de Ratu Biru, fue particularmente contraria a la interferencia Siamesa en asuntos locales.
- Ratu Kuning (Reina Amarilla) (1635-1649/88), hija de Ratu Ungu y última reina de la dinastía original. Hay controversia sobre la fecha exacta del fin de su reinado.

Primera dinastía Kelantanesa

- Rajá Bakal, (1688–1690 o 1651–1670), después de una invasión breve de Patani por su padre en 1649, Raja Sakti I de Kelantan, obtiene el trono de Patani.
- Rajá Emas Kelantan (1690–1704 o 1670–1698), llamado rey por Teeuw & Wyatt, pero llamado reina por al-Fatani, fue viuda de Raja Bakal y madre de la reina siguiente.
- Rajá Emas Chayam (1704–1707 o 1698–1702 y 1716@–1718), hija de los precedentes según al-Fatani.
- Rajá Dewi (1707–1716; Fatani no da ninguna fecha).
- Rajá Bendang Badan (1716–1720 o ?-1715), después rajá de Kelantan, 1715–1733.
- Rajá Laksamana Dajang (1720–1721; Fatani no da ninguna fecha).
- Rajá Alung Yunus (1728–1729 o 1718–1729).
- Rajá Yunus (1729–1749).
- Rajá Largo Nuh (1749–1771).
- Sultán Muhammad (1771–1785).
- Tengku Lamidin (1785–1791).
- Datuk Pengkalan (1791–1808).

Segunda dinastía Kelantanesa 

- Sultán Phraya Muhammad largo Ibni Raja Muda Kelantan/Rajá Kampong Laut Tuan Besar Largo Ismail Ibni Rajá Largo Yunus (1842–1856)
- Tuan Largo Puteh Cubo Sultan Phraya Muhammad Long (Phraya Pattani II) (1856–1881)
- Tuan Besar Cubo Tuan Largo Puteh (Phraya Pattani III) (1881–1890)
- Tuan Long Bongsu Cubo Sultan Phraya Muhammad Largo (Sultán Sulaiman Sharafuddin Syah / Phraya Pattani IV)(1890–1898)
- Sulta´sn Abdul Kadir Kamaruddin Syah (Phraya Pattani V) dpeuesto en 1902. Dejó como descendientes a:
  - Tengku Sri Akar Ahmad Zainal Abidin
  - Tengku Mahmood Mahyidden
  - Tengku Besar Zubaidah, casado con Tengku Ismail  (hijo de Tuan Long Besar (Phraya Pattani III)). Tuvo como descendientes:
    - Tengku Budriah De Perlis
    - Tengku Ahmad Rithaudeen